# Wadsley
Ne doit pas être confondu avec Wansley.
Pour les articles homonymes, voir Wadsley (homonymie).
Wadsley est un quartier de la banlieue de Sheffield dans le Yorkshire du Sud en Angleterre. La zone se trouve à 5 kilomètres au nort-ouest du centre-ville. Wadsley était par le passé un village qui a été absorbé au cours de l'extension de Sheffield au début du XXe siècle.

## Histoire
Wadlsey aurait pour origine un nom mythologique, possiblement Wad, Wadde, Wade ou Wada, associé au terme « leah », désignant en vieil anglais une prairie à l'intérieur d'une forêt. Durant le haut Moyen Âge, une seigneurie féodale contrôlée par Aldene existait à Wadsley. En 1086, le Domesday Book mentionne la zone sous sa forme génitive de Wadesleia. Après la conquête normande de l'Angleterre, Waltheof, dernier comte anglo-saxon d'Angleterre, continue à régner sur la région d'Hallamshire à l'intérieur de laquelle se trouve Wadsley. En 1076, le comte est décapité pour rébellion envers Guillaume le Conquérant. La femme de Waltheof, Judith de Lens (par ailleurs nièce de Guillaume le Conquérant) hérite alors des terres de son mari, alors que Roger de Busli (en) exerce le pouvoir.